# هزینه نیمه متغیر
هزینه نیمه متغیر (انگلیسی: Semi-variable cost) در یک بنگاه تولیدی، هزینه‌ها تا آستانه معینی ثابت است (که به آن هزینه ثابت گفته می‌شود) و با افزایش ظرفیت از حد معینی، مجدداً تغییر کرده تا آستانه بعدی ثابت می‌ماند.  این هزینه ها به صورت پله ای افزایش پیدا میکنند
مانند هزینه برق کارخانه 
که هزینه روشنایی ان ثابت است اما هزینه برق تجهیزات آن با توجه به افزایش تولید از حد معین متغیر است  پس هزینه برق کارخانه نیمه متغیر است